# Operacja Dugman 5
Operacja Dugman 5 (hebr. ‏מבצע דוגמן 5‎, Miwca Dugman 5) – izraelska operacja wojskowa przeprowadzona przez Siły Powietrzne Izraela 7 października 1973 roku podczas wojny Jom Kipur. Celem operacji było zniszczenie syryjskich baterii przeciwlotniczych zlokalizowanych na Wzgórzach Golan.
Do przeprowadzenia operacji zaangażowano 64 samoloty, jednak oparcie ataku na nieaktualnych danych wywiadowczych oraz zbyt krótki czas na przygotowania sprawił, że operacja nie była udana. Zniszczono i uszkodzono po jednej baterii obrony przeciwlotniczej kosztem dwóch zabitych pilotów, dziewięciu wziętych do niewoli, sześciu zestrzelonych samolotów i 10 uszkodzonych.
Niepowodzenie operacji sprawiło, że następny atak o podobnej skali Siły Powietrzne Izraela przeprowadziły dopiero 18 października.

## Tło historyczne
Po wojnie sześciodniowej w 1967 roku prezydent Egiptu Gamal Abdel Naser uznał, że wciągnie Izrael w długi konflikt na wyniszczenie, który miałby skutkować izraelskimi stratami gospodarczymi i wojskowymi. Egipcjanie myśleli, że taki stan rzeczy skłoniłby Izrael do podjęcia rozmów pokojowych. Naser uznał, że podjęcie takich kroków przez izraelskie władze ukazałoby słabnącą pozycję państwa Izrael w regionie. Do 1970 roku trwała tzw. wojna na wyczerpanie, w którą oprócz Egiptu zaangażowane były w różnym stopniu także Syria, Jordania i organizacje palestyńskie. Urzędujący od 1970 roku prezydent Anwar as-Sadat postanowił doprowadzić do zmiany pozycji Egiptu na Bliskim Wschodzie. Uznał, że jedynym wyjściem jest niespodziewany i zmasowany atak na Izrael. W tym celu podjął rozmowy ze Związkiem Radzieckim w celu wzmocnienia egipskiej obrony przeciwlotniczej, która uniemożliwiłaby Siłom Powietrznym Izraela przeprowadzenie ataków w głąb terytorium egipskiego. Nasycono armię egipską większą ilością broni przeciwpancernej. Przygotowania do natarcia połączone były ze skuteczną dezinformacją, dzięki czemu Izraelczycy zbagatelizowali możliwość ataku ze strony państw arabskich. 6 października 1973 roku, w trakcie żydowskiego święta Jom Kipur, Syria i Egipt z zaskoczenia zaatakowały Izrael.

## Przygotowania
Na bazie doświadczeń z izraelskich ataków na egipskie cele wzdłuż Kanału Sueskiego podczas wojny na wyczerpanie Syryjczycy postanowili zreformować i zmodernizować własny system obrony powietrznej, aby uniemożliwić Izraelowi ewentualne ataki na cele zlokalizowane w głębi terytorium państwa. Armia syryjska poprosiła w tym względzie o pomoc Związek Radziecki. W rezultacie współpracy, na początku lat 70. XX wieku Syria stworzyła nowy system chroniący Wzgórza Golan oraz obszar stolicy – Damaszku. Składał się on z 36 baterii przeciwlotniczych, 25 na Wzgórzach Golan (w tym 11 mobilnych systemów 2K12 Kub – w kodzie NATO SA-6, a także 14 systemów SA-75 i S-125, w kodzie NATO odpowiednio SA-2 i SA-3) oraz 11 systemów wokół Damaszku.
Przed wybuchem wojny Jom Kipur Siły Powietrzne Izraela otrzymały plany zniszczenia radzieckich systemów obrony powietrznej znajdujących się na wyposażeniu Egiptu i Syrii. W przypadku Syrii plan otrzymał kryptonim „Dugman 5”. Zakładał on dwa przypadki, kiedy systemy miałyby zostać zaatakowane i zniszczone: z inicjatywy Izraela w warunkach zaskoczenia wroga („Dugman 5A”) lub w wyniku agresji na terytorium Izraela („Dugman 5B”) .

## Przebieg operacji i rezultaty
W nocy z 6 na 7 października 1973 roku sytuacja na tzw. froncie syryjskim na Wzgórzach Golan została oceniona przez Sztab Generalny Armii Obrony Izraela za stabilną. Największe straty ponoszono na froncie synajskim. Dowództwo podjęło decyzję, że rankiem 7 października przeprowadzona zostanie operacja „Tagar 4” w celu ataku i zniszczenia egipskiej obrony powietrznej na zachód od kanału. Godzinę rozpoczęcia operacji wyznaczono na 6:45. Sytuacja na północy Izraela w ciągu nocy uległa jednak zmianie. O godzinie 7:00 szef sztabu gen. Dawid Elazar i dowódca Sił Powietrznych gen. Beni Peled podjęli decyzję o zmianie planów i przeniesieniu uderzenia lotniczego na Wzgórza Golan, aby udzielić wsparcia lotniczego siłom lądowym stawiającym opór Syryjczykom.  Wydano rozkaz do przygotowania się do operacji „Dugman 5B”, która miała się rozpocząć o godzinie 11:30  .
Do przeprowadzenia ataku oddelegowano 54 samoloty F-4 Phantom II (z eskadr: 69, 107, 119 i 201) oraz 10 samolotów A-4N Skyhawk (115 Eskadra). Według planu jedna bateria miała zostać zaatakowana przed jedną parę lub jedną trójkę samolotów .
Operację postanowiono rozpocząć bez wykonania wstępnego rozpoznania. Lotnicy na odprawie otrzymali zdjęcia Wzgórz Golan wykonane 5 października, czyli na ok. 24 godziny przed rozpoczęciem wojny. Nie uwzględniały one przemieszczenia się sił i baterii przeciwlotniczych 2K12 Kub (SA-6) wraz z ruchem atakujących wojsk .
Brak aktualnego rozpoznania sprawił, że izraelscy piloci w wielu przypadkach atakowali puste pozycje lub pozycje pozorowane. Dodatkowo zostali zaatakowani przez obronę przeciwlotniczą ochraniającą przemieszczające się siły syryjskie. Dowództwo nie pozwalało na zmianę tras lotów, ponieważ uważano, że większość systemów będzie znajdować się w tych samych miejscach. W rezultacie z 25 zaatakowanych baterii na Wzgórzach Golan zniszczono jedną baterię S-125 i uszkodzono jedną baterię SA-75. Po stronie izraelskiej dwóch pilotów zginęło, dziewięciu dostało się do niewoli, sześć samolotów zostało zestrzelonych, a 10 uszkodzonych ogniem obrony przeciwlotniczej lub przez siły lądowe. Wszystkie uszkodzone samoloty powróciły do baz .
Dowództwo uznało za błąd zmianę operacji w tak krótkim czasie i przeprowadzenie jej bez wcześniejszego rozpoznania. Niepowodzenie operacji sprawiło, że syryjska obrona przeciwlotnicza pozostała aktywna do końca wojny. Ponadto brak sukcesu zniechęcił dowództwo sił powietrznych i wydział planowania operacji do przeprowadzenia kolejnej operacji powietrznej o podobnym znaczeniu. Działania lotnicze o podobnej skali przeprowadzono dopiero 18 października .